# 王鸚鵡
王鸚鵡（？—453年），劉宋第四任皇帝元兇劉劭的妃子。

## 生平
王鸚鵡本是劉劭同胞姐姐東陽公主劉英娥的侍女，与女巫嚴道育有來往，將嚴道育推薦給劉英娥作法。太子刘劭和皇次子劉濬相信嚴道育有神術，便派她在劉英娥府上設壇，巫蠱詛咒他們的父親宋文帝劉義隆暴死。王鸚鵡等皆參與此事。
不久劉英娥反而暴病而亡。劉濬就把王鸚鵡嫁給了他的府佐沈怀遠做妾。沈怀遠很寵愛她，但她以前的情人兼干儿子、劉英娥的僕人陈天兴心懷不滿，王鸚鵡索性謊報陈天兴不可靠，唆使刘劭殺了他滅口。另一知情的下人陳慶國害怕刘劭下一個就殺自己，遂向劉義隆告發了此事。嚴道育逃走，劉義隆不忍懲罰兩個愛子，只是斥責。王鸚鵡亦儘被囚禁。一年後刘劭弒父自立，將王鸚鵡接入宮中，大受寵幸。
數月之后劉駿討殺刘劭，將刘劭的兒子們斬首，妻妾女兒也全部賜死。其皇后殷玉英哀恳对狱丞江恪说：“你们刘家骨肉之间相互残杀，凭什么冤枉杀害天下无罪的人。”江恪说：“你受封为皇后，怎么不是罪呢？”殷玉英说：“这不过是暂时的罢了，应當以鸚鵡為后。”但殷氏依然沒擺脫被賜死的結局。王鸚鵡、嚴道育兩人則被當街鞭殺，屍體和劉劭一樣被投進江中。